# Jakub Tomeček
Jakub Tomeček (Kyjov, Checoslovaquia, 23 de mayo de 1991) es un deportista checo que compite en tiro, en la modalidad de tiro al plato.
En los Juegos Europeos de Minsk 2019 consiguió una medalla de bronce en la prueba de skeet mixto. Ganó siete medallas en el Campeonato Europeo de Tiro entre los años 2011 y 2025.
Participó en tres Juegos Olímpicos de Verano, entre los años 2012 y 2024, ocupando el séptimo lugar en Tokio 2020 (skeet) y el octavo en París 2024 (skeet mixto).

## Palmarés internacional
| Juegos Europeos    | Juegos Europeos       | Juegos Europeos   | Juegos Europeos |
| Año                | Lugar                 | Medalla           | Prueba          |
| ------------------ | --------------------- | ----------------- | --------------- |
| 2019               | Minsk (Bielorrusia)   | Medalla de bronce | Skeet mixto     |
| Campeonato Europeo |                       |                   |                 |
| Año                | Lugar                 | Medalla           | Prueba          |
| 2011               | Belgrado (Serbia)     | Medalla de bronce | Skeet           |
| 2019               | Lonato (Italia)       | Medalla de oro    | Skeet           |
| 2021               | Osijek (Croacia)      | Medalla de plata  | Skeet mixto     |
| 2022               | Lárnaca (Chipre)      | Medalla de oro    | Skeet           |
| 2022               | Lárnaca (Chipre)      | Medalla de bronce | Skeet mixto     |
| 2024               | Lonato (Italia)       | Medalla de bronce | Skeet mixto     |
| 2025               | Châteauroux (Francia) | Medalla de plata  | Skeet mixto     |